# Max Asher
Pour les articles homonymes, voir Asher (homonymie).
Max Asher est un acteur américain né le 5 mai 1885, à Oakland en Californie, et morte le 15 avril 1957, à Los Angeles.

## Filmographie partielle
- 1924 : Le Fatal Mirage (The Shooting of Dan McGrew) de Clarence G. Badger
- 1925 : The Red Kimona de Walter Lang
- 1934 : Et demain ? (Little Man, What Now?) de Frank Borzage
- 1947 : Les Exploits de Pearl White (The Perils of Pauline) de George Marshall